# 拓跋崇 (建宁王)
拓跋崇（？—453年3月11日），魏明元帝拓跋嗣之子，生母不詳，北魏宗室、官员。

## 生平
泰常七年夏四月甲戌（422年5月8日）拓跋崇被封建宁王，加号辅国大将军。延和元年六月庚寅（432年7月30日），魏太武帝拓跋焘亲自征讨北燕，派遣左仆射安原和建宁王拓跋崇等人驻扎在大漠以南防备柔然。太延五年六月甲辰（439年7月8日），魏太武帝亲征北凉沮渠牧犍，大将军、长乐王嵇敬和辅国大将军、建宁王拓跋崇率领两万军队驻扎在大漠以南防备柔然。柔然可汗吴提趁着北魏空虚来侵略北魏边境，留哥哥乞列归与嵇敬、拓跋崇在六镇对峙，嵇敬和拓跋崇在阴山北面击败留守的乞列归，将他俘虏，又俘虏了乞列归的伯父他吾无鹿胡及柔然将帅五百人，斩下首级一万多。拓跋崇与尚书令钜鹿公刘洁都督各路军队，在三城卢水胡部落中挑选六千士兵，将派他们去防守姑臧，卢水胡不听命令，一千多人反叛逃走，拓跋崇和刘洁攻击讨伐他们，俘虏了男女数千人。太平真君四年九月辛丑（443年10月12日），魏太武帝亲帅大军到达大漠以南，准备进攻柔然，九月甲辰（443年10月15日），北魏军队舍弃军事物资，以轻骑兵袭击柔然，将军队分为四路，乐安王拓跋范和建宁王拓跋崇各统帅十五名将领出东道，乐平王拓跋丕统帅十五名将领出西道，魏太武帝出中道，中山王拓跋辰统帅十五名将领作为中军后续部队。
拓跋崇和儿子济南王拓跋丽与京兆王杜元宝图谋叛逆，兴安二年二月己未（453年3月11日），杜元宝被定罪处死，拓跋崇和拓跋丽都为杜元宝牵连，被赐令自杀。

## 儿子
- 拓跋某，北魏使持节、安南将军、虎牢镇都大将、建宁哀王[22]
- 拓跋丽，北魏济南王

## 延伸阅读
[在维基数据编辑]
 《魏書·卷17》，出自魏收《魏书》
 《北史·卷016》，出自李延壽《北史》